# Holubkove, Putîvl
Holubkove (în ucraineană Голубкове) este un sat în comuna Ciornobrîvkîne din raionul Putîvl, regiunea Sumî, Ucraina.

## Demografie
Componența lingvistică a localității Holubkove
     Rusă (54,55%)
     Ucraineană (40,91%)
     Belarusă (4,55%)
Conform recensământului din 2001, majoritatea populației localității Holubkove era vorbitoare de rusă (54,55%), existând în minoritate și vorbitori de ucraineană (40,91%) și belarusă (4,55%).